# 佐伯じゅりな
佐伯 じゅりな（さえき じゅりな、1999年6月3日 - ）は、日本のAV女優。ティーパワーズ所属。

## 略歴・人物
2020年10月にAVデビュー。

## 作品

### アダルトDVD
2020年
- 終電逃し素人娘ナンパ フェラチオの天才ではなかったけれどフェラ顔はマジ天使だった!! 目をキラキラさせてフェラ好きを猛アピールするキャラと笑顔がめっちゃ可愛い現役女子大生AVデビュー!!（10月25日、ナンパJAPAN）
- 小さい頃からボクに片思いしている幼馴染のおかげで毎日色々な女子とエッチできています。 ひきこもりのボクに幼馴染が友達を呼んで眠らせてくれるので、ボクはやりたい放題セックスしまくり!（12月7日、Hunter）
- 「ダメ待って…挿れないって約束でしょ!擦り付けるだけって…」 超真面目なクラスメイト女子と素股してたらヌルヌルでズボッ!生挿入&生中出し!（12月7日、Hunter）

2021年
- 私、オジサンのペットです。 もしも愛犬が美少女に変身したら（3月13日、バルタン）

2022年
- 3股していたことが彼女たち全員にバレてフラれるかと思いきやまさかの争奪戦勃発！「私が一番でしょ？」と代わる代わる襲われヌカれまくっちゃった僕 (11月23日、SODクリエイト)

### VR
- 「お兄ちゃん、セックスって気持ちいいの?」 超ウブ義妹は同級生とのセックスに対してあまり良い印象がなく、「大人のエッチでセックスの気持ち良さを教えて欲しいの…」と5つ年上の僕に言ってきた…それからというモノ…ボクとのセックスにハマってしまい毎日セックスを求めてきます…（2020年11月26日、ジャックポットシステム）

### 配信限定
- 【初撮り】【膣奥大好き】【たどたどしい艶フェラ】エッチなことに興味津々の専門学生。久しぶりのオナニー以外の刺激に蕩けるように感じ、へろへろになるまで膣奥をノックされ続ければ.. ネットでAV応募→AV体験撮影 1434（2021年1月5日、シロウトTV）※「せりな」名義
- マジ軟派、初撮。 1586 出会い系で男性をしれっと手ごまにしているギャルをゲット!極上フェラは気持ちよさをMAX!パイパンオマ●コはピストンするたびに、気持ちよさを表すかのように力強く締め付けてくる!これはおじ様はイチコロですよwww（2021年1月23日、ナンパTV）

## 出演

### テレビ
- 魚拓と成瀬のツキとスッポンぽん #340,#341（2021年3月7日,14日、パチ・スロ サイトセブンTV）[3][4]